# Elachiptera pechumani
Elachiptera pechumani är en tvåvingeart som beskrevs av Curtis W. Sabrosky 1948. Elachiptera pechumani ingår i släktet Elachiptera och familjen fritflugor. Inga underarter finns listade i Catalogue of Life.